# Malaxis woodsonii
Malaxis woodsonii är en orkidéart som beskrevs av Louis Otho Otto Williams. Malaxis woodsonii ingår i släktet knottblomstersläktet, och familjen orkidéer. Inga underarter finns listade i Catalogue of Life.